# Baronia de Planes
La Baronia de Planes, és una comarca històrica del Comtat, que es correspon amb el senyoreig que abastava les poblacions de Planes de la Baronia, Almudaina, i les pedanies planeres de Benialfaquí, Catamarruc (també se l'anomena Catamarruch) i Margarida. Actualment és una subcomarca de la comarca del Comtat.